# Ideële organisatie
Een ideële organisatie is een organisatie die zich belangeloos inzet voor een bepaald doel of de promotie van een bepaald idee of ideaal.
Een ideële organisatie kan zich bijvoorbeeld bezighouden met:
- bestrijding van honger of ziekte
- armoedebestrijding
- hulp bij rampen
- behartigen van belangen
- onderzoek op diverse terreinen
- acties ter publieksvoorlichting of acties om een doel te realiseren

Dikwijls werkt een ideële organisatie op grond van giften (als collectes) en donaties, vrijwilligerswerk en belangeloze bijdragen van deskundigen.
Sommige organisaties ontvangen daarnaast overheidssubsidies of belangeloze bijdragen van bedrijven.
Grotere organisaties hebben meestal ook betaalde werknemers in dienst, om de organisatie draaiende te houden.